# Saint-Péran
Saint-Péran é uma comuna francesa na região administrativa da Bretanha, no departamento Ille-et-Vilaine. Estende-se por uma área de 9,39 km². Em 2010 a comuna tinha 422 habitantes (densidade: 44,9 hab./km²).